# TEE Merkur
Merkur è una relazione ferroviaria Trans Europ Express tra Stoccarda e Copenaghen via Amburgo-Lubecca-Puttgarden-Rødby.
Questo TEE, che sostituiva un precedente intercity con lo stesso nome, venne istituito nel 1974 quando le ferrovie danesi DSB aderirono al pool TEE. La relazione è stata mantenuta fino al 1978.
Il Merkur vanta alcuni primati:
1. TEE con la composizione più leggera: solo due vetture nella tratta Amburgo-Copenaghen
2. unico TEE imbarcato su un ferry-boat
3. TEE con la percorrenza più lunga: 1.205 km

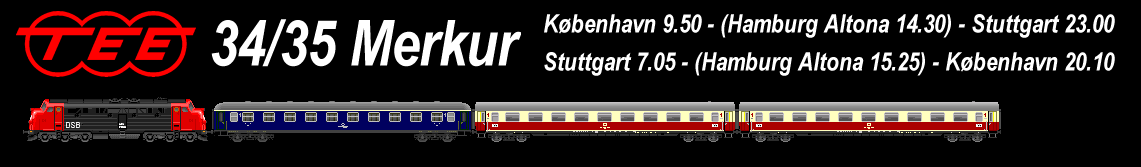
il TEE Merkur in una tipica composizione degli ultimi anni di servizio nella tratta Amburgo-Copenaghen